# Pfarrkirche Hoheneich

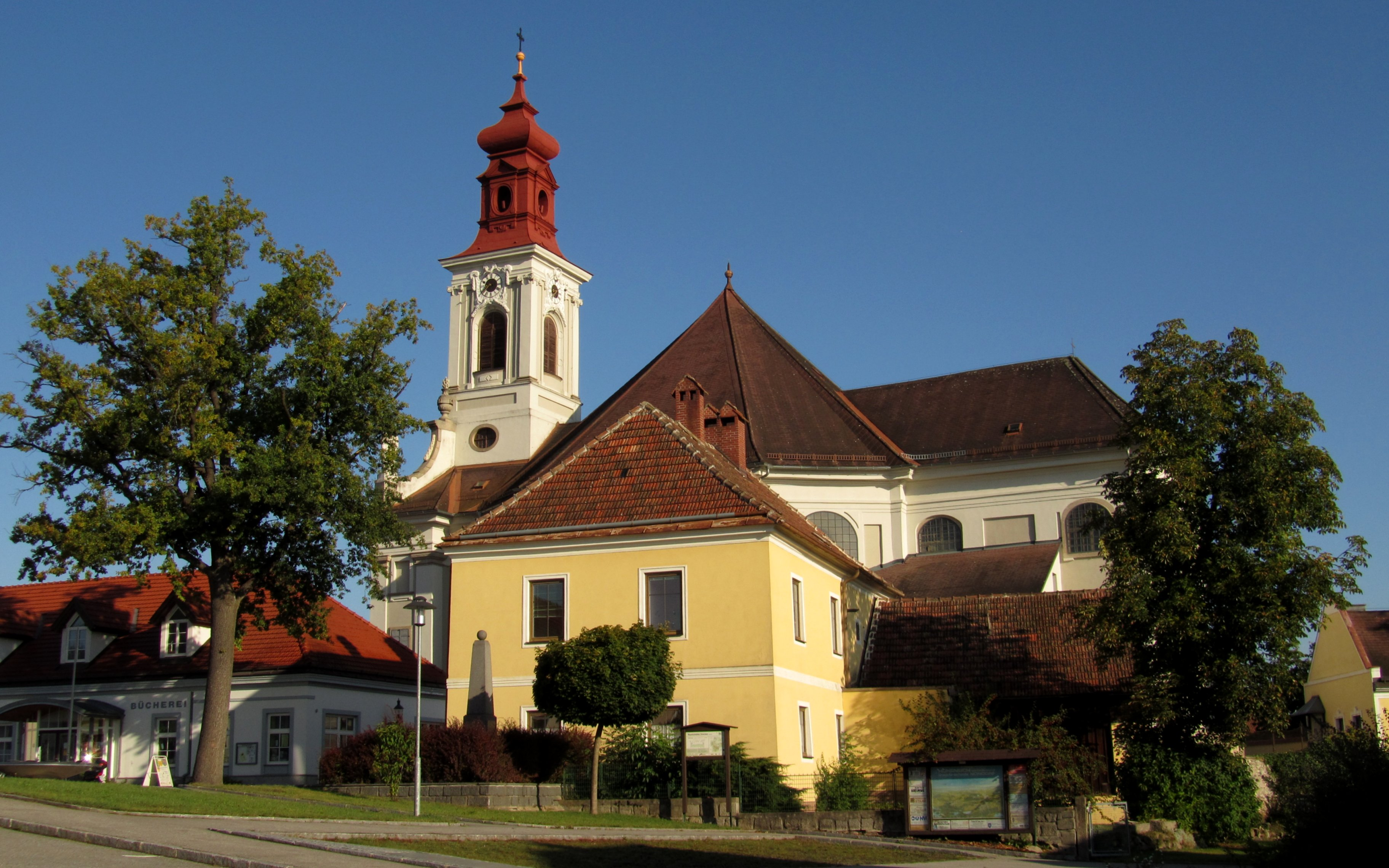
Pfarr- und Wallfahrtskirche Unbefleckte Empfängnis in Hoheneich

Die römisch-katholische Pfarrkirche Hoheneich steht im Ort Hoheneich in der Marktgemeinde Hoheneich in Niederösterreich. Die Pfarr- und Wallfahrtskirche Unbefleckte Empfängnis gehört zum Dekanat Gmünd in der Diözese St. Pölten. Die Kirche und der ehemalige Friedhof stehen unter Denkmalschutz.

## Geschichte
Urkundlich wurde 1338 eine Pfarre genannt, welche 1540 unterging. 1620 entstand die Legende von der Mirakeltür der Kirche. 1689 wurde die Kirche wieder Pfarrkirche. Von 1776 bis 1778 wurde an der Stelle einer gotischen barockisierten Vorgängerkirche eine Kirchenneubau nach den Plänen des Architekten Andreas Zach erbaut und 1778 und 1832 geweiht. Von 1885 bis 1893 war eine Renovierung.

## Architektur

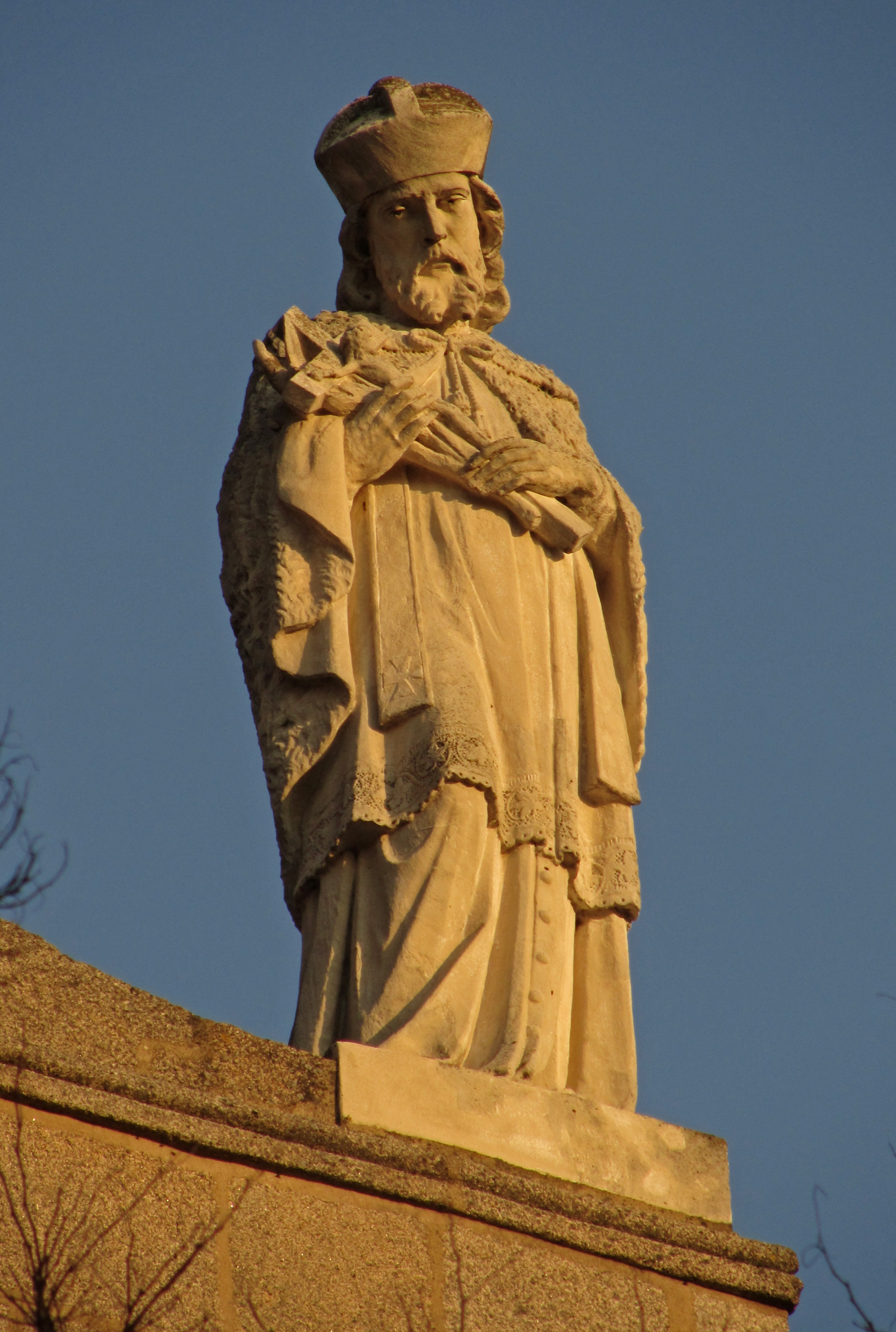
Johannes-Nepomuk-Giebelfigur an der Pfarrkirche Hoheneich

Die Kirche steht nördlich des Marktplatzes an einer Geländestufe und war anfangs von einem Friedhof umgeben. Die Einturmfassade kragt seitlich als selbständiger Fassadenkörper aus, schwingt im unteren Bereich ein, hat eine Riesenpilasterordnung und Wandgliederung im Plattenstil mit einem Dreieckgiebel in der risalitartigen Mittelachse und zeigt das Wappen Veterani von Kirchberg am Walde. Die Einturmfassade hat ein hohes Rundbogenfenster über einem Segmentgiebelportal und in den Seitenachsen Figurennischen mit den Figuren Peter und Paul um 1780. Der quadratische Fassadenturm aus 1780 aus unverputzten Granitquadern steht zwischen seitlich Aufschwüngen mit Vasenaufsätzen mit den Figuren Gregor von 1780 und Johannes Nepomuk von 1882 und hat Eckpilaster, rundbogige Schallfenster, Uhrenkartuschen und Girlanden, und über einer Dachlaterne einen Zwiebelhelm aus 1837.
Der Zentralbau unter einem oktogonalen Zeltdach hat breite kurze Querarme und ist mit einem zweijochigen Chor mit einem geraden Schluss und gerundeten Ecken unter einem Satteldach verbunden. Die Fassade ist einheitlich durch Wandfelder gegliedert, hat Lunettenfenster und ein umlaufendes Abschlussgebälk. Am Chor bündig zu den Querarmen sind beidseits zweigeschoßige Sakristeien mit Oratorien mit abgerundeten Ecken und einem Plattendekor im Obergeschoß. Beim östlichen Querarm ist ein leichter Portalvorbau beim Rundbogentor zwischen Doppelpilaster, über dem Gebälk sind Vasenaufsätze mit der Figur Maria mit Kind aus dem 18. Jahrhundert. Innen wurde das gotisch profilierte Spitzbogenportal der ehemaligen Mirakeltür vom Vorgängerbau weiterverwendet und mit einem Tympanon mit Dreipassfüllung über einem Schulterbogen aus dem 14. Jahrhundert erhalten.
Das Kircheninnere zeigt sich als längsovaler Kuppelraum mit Kreuzarmen, welcher durch ein umlaufendes Abschlussgebälk auf Riesenpilastern mit vergoldeten, ionischen Kapitellen einheitlich gegliedert ist. Über dem Gebälk sind Rundbogenfenster, welche im Chor und in den Kuppelzwickeln mit vergoldeten Muschelbekrönungen und Dekor im Zopfstil geschmückt sind. In den Diagonalachsen sind rundbogige – mit vergoldeten Kartuschen und Zopfdekor bekrönte – Altarnischen. Die kurzen Querarme haben Tonnengewölbe auf Doppengurten. Der Chor und der Südarm hinter dem Fassadenkörper haben queroblonge Platzlgewölbe über Doppelgurten. Im ausgerundeten Südarm ist eine vorschwingende platzlunterwölbte Orgelempore über einer gedrückten Pfeilerarkade.
Die Deckenmalerei, in der Kuppel Aufnahme Mariens in den Himmel, in den Chorjochen Verehrung der Eucharistie und des Thrones Mariens, im Südarm Engelskonzert, malte Franz Mayerhofer (1893).

## Ausstattung
Die klassizistische Einrichtung ist marmoriert. Der Hochaltar um 1780 mit einem mächtigen Stuckmarmoraufbau ist an der Chorrückwand mit der Raumgliederung verbunden. In der hohen mittigen Nische zwischen Säulen und Segmentgiebelköpfen steht die spätgotische Gnadenstatue Maria mit Kind aus 1480/1490 in einer spätbarocken Engelglorie um 1780.
Die Orgel wurde 1983 von Orgelbau Kögler gebaut.